# Pleurothallis miragliae
Pleurothallis miragliae là một loài thực vật có hoa trong họ Lan. Loài này được Leite miêu tả khoa học đầu tiên năm 1947.